# Calanus glacialis
Calanus glacialis is een eenoogkreeftjessoort uit de familie van de Calanidae. De wetenschappelijke naam van de soort is voor het eerst geldig gepubliceerd in 1955 door Jaschnov.